# Nesticus reddelli
Espèce
Nesticus reddelli est une espèce d'araignées aranéomorphes de la famille des Nesticidae.

## Distribution
Cette espèce est endémique d'Oaxaca au Mexique,. Elle se rencontre à Santiago Apoala dans la grotte Cueva de Apoala.

## Description
La femelle holotype mesure 1,75 mm.

## Étymologie
Cette espèce est nommée en l'honneur de James R. Reddell.

## Publication originale
- Gertsch, 1984 : The spider family Nesticidae (Araneae) in North America, Central America, and the West Indies. Bulletin of the Texas Memorial Museum, vol. 31, p. 1-91 (texte intégral).